# 塞庫耶尼鄉 (尼亞姆茨縣)
46°51′N 26°50′E / 46.850°N 26.833°E
塞庫耶尼鄉（羅馬尼亞語：Comuna Secuieni, Neamț），是羅馬尼亞的鄉份，位於該國東北部，由尼亞姆茨縣負責管轄，面積81平方公里，海拔高度198米，2007年人口3,543，人口密度每平方公里44人。